# Graham Preskett
Graham Preskett est un compositeur de musiques de films. Il a notamment travaillé au studio Media Ventures.

## Filmographie
2006
- Da Vinci Code de Ron Howard (musique de Hans Zimmer) (arrangements des chœurs et paroles latines)

2005
- The White Countess de James Ivory (musique de Richard Robbins) (chanson "Polite Conversation")

2003
- Michel Vaillant de Louis-Pascal Couvelaire (musique de Archive) (orchestrateur)

2001
- Attila de Dick Lowry (film TV) (musique de Nick Glennie-Smith) (paroles latines)

2000
- American virgin de Jean-Pierre Marois (chanson "Left Foot Forward")

1999
- Un coup d'enfer de Mike Barker (musique de Craig Armstrong) (chansons "La Bamba", "Morenita" et "Susanna")

1998
- Frenchman's Creek de Ferdinand Fairfax (film TV)

1997
- Demain ne meurt jamais de Roger Spottiswoode (musique de David Arnold) (musiques additionnelles)

1996
- Moll Flanders, ou les mémoires d'une courtisane de Pen Densham (musique de Mark Mancina) (musiques additionnelles)
- Twister de Jan De Bont (musique de Mark Mancina) (orchestrateur)
- L'Île au trésor des Muppets (Muppet Treasure Island) de Brian Henson (musique de Hans Zimmer) (musiques additionnelles)

1995
- Amour et Mensonges (Something to Talk About) de Lasse Hallström (cocompositeur avec Hans Zimmer)

1993
- Claude de Cindy Lou Johnson (musique de Stanley Myers) (musiques additionnelles)

1991
- Iron Maze de Hiroaki Yoshida (musique de Stanley Myers) (orchestrateur)

1990
- Rosencrantz et Guildenstern sont morts de Tom Stoppard (musique de Stanley Myers) (musiques additionnelles)
- Twister de Michael Almereyda (musique de Hans Zimmer) (musiques additionnelles)

1988
- Viva Oklahoma de Bobby Roth (musique de Stanley Myers) (musiques additionnelles)
- Stars and Bars de Pat O'Connor (musique de Stanley Myers) (musiques additionnelles)

1976
- Les Aventures érotiques d'un chauffeur de taxi de Stanley A. Long (chanson principale)